# Мемориал Виктора Блинова
Fonbet Кубок Блинова (до 2023 года — Мемориал Виктора Блинова) — хоккейный предсезонный турнир, проходящий в городе Омске. Турнир посвящён памяти олимпийского чемпиона Виктора Блинова. Первый турнир 1982 года прошёл на стадионе «Динамо». С 1987—2007 годы игры проходили в Спортивно-концертном комплексе имени В. Н. Блинова, а с 2008—2017 года в ледовом дворце спорта Арена Омск. С 2023 года в ледовом дворце G-Drive Арена. Победитель награждается переходящим кубком.

## История
Впервые Мемориал В. Блинова олимпийского чемпиона проводился в 1982 году с некоторыми перерывами, первый розыгрыш состоялся в декабре 1982 года. Предсезонным он стал в 1987 году. В советские времена победитель определялся 6 раз. В 5 случаях победу праздновали хозяева, в 1991 году первенствовал тюменский «Рубин». Но в те годы на турниры приезжали команды исключительно низших дивизионов. А в 1992 году с рождением МХЛ Мемориал Блинова как бы родился заново. На него стали приезжать клубы из числа сильнейших в стране.

### Первый турнир 1982 года
Первый турнир был проведен в декабре 1982 года.

### Второй турнир 1987 года
С 3 по 7 августа 1987 года спустя пять лет в недавно построенном СКК «Иртыш» был проведен II турнир памяти Виктора Блинова. Вне конкуренции в нём оказался «Авангард», который в межсезонье возглавил Леонид Георгиевич Киселев. Омичи одержали победы во всех четырёх матчах: ШВСМ (Новосибирск) — 6:5, «Горняк» (Дальнегорск) — 15:1, «Авангард»-молодёжная — 18:2, «Рубин» (Тюмень) — 8:1.

### III турнир 1988 года
С 19 по 24 августа 1988 в Омске состоялся III Мемориал Виктора Блинова. Впервые в нём приняла участие команда первой лиги (второй по значимости в чемпионате СССР). Это «Авангард», успешно завершивший прошлый сезон и получивший повышение в звании. Омичи в итоге сделали «хет-трик», в третий раз за тур до его завершения, став победителем турнира. Результаты игр «Авангарда»: «Авангард»-2 — 10:2, «Рубин» (Тюмень) — 5:4, «Шахтер» (Прокопьевск) — 6:0, «Мотор» (Барнаул) — 12:5.

### IV турнир Мемориала Виктора Блинова 1989 года
Борьба за победу в IV по счету Мемориале В. Блинова, прошедшем с 21 по 25 августа 1989 года в СКК «Иртыш», шла в основном между «Авангардом» и карагандинским «Автомобилистом». Очная встреча конкурентов в последнем туре завершилась вничью (это было первое потерянное очко хозяевами за четыре розыгрыша) — 3:3 (авторы шайб И. Жилинский, Э. Поляков, В. Якимов). Но поскольку до этого наши земляки прошли дистанцию без потерь, а казахстанцы сыграли ещё один поединок вничью, омичи заняли в очередной раз первое место. Остальные матчи «Авангарда»: «Мотор» (Барнаул) — 6:3, «Рубин» (Тюмень) — 6:5 (В. Мишанин-2, Н. Мариненко-2, И. Жилинский, С. Гуров), «Шахтер» (Прокопьевск) — 6:4.

### V турнир Мемориала Виктора Блинова 1990 года
V турнир памяти Виктора Блинова, прошедшем с 21 — 26 августа 1990 года в СКК «Иртыш» получился непредсказуемым. Три клуба — «Авангард», «Спутник» (Нижний Тагил) и тюменский «Рубин» набрали одинаковое количество очков — по 6. По лучшему соотношению шайб в личных встречах победу в пятый раз кряду праздновали омичи: «Спутник» — 3:5, «Авангард»-молодёжная — 11:2, «Мотор» (Барнаул) — 6:4, «Рубин» — 8:3. Поражение от уральцев стало первой неудачей «Авангарда» на турнирах. На Мемориал не приехал «Шахтер» (Прокопьевск), вместо которого участвовала молодёжная команда «Авангарда».

### VI турнир Мемориала Виктора Блинова 1991 года
VI турнир памяти Виктора Блинова, прошедшем с 29 августа — 4 сентября 1991 года в СКК «Иртыш» примечателен тем, что впервые на Мемориале появился представитель высшего дивизиона нашего хоккея ХК Авангард. А ещё впервые победителем розыгрыша стал иногородний клуб — «Рубин». Это явилось полной неожиданностью как для зрителей, так и для соперников. Причем в личной встрече «Рубин» разгромил ХК Авангард с неприличным счетом — 7:1. Меньше шести шайб за игру на турнире тюменцы не забрасывали, столько же представителей «Рубина» вошло в десятку лучших бомбардиров Мемориала. ХК «Авангард» остальные встречи завершил так: «Металлург» (Магнитогорск) — 4:3, «Молот» (Пермь) — 5:4, «Мечел» (Челябинск) — 5:4, «Сибирь» (Новосибирск) — 6:6.

### VII турнир памяти Виктора Блинова 1992 года
VII турнир памяти Виктора Блинова, проходил с 8-12 августа 1992 года в СКК «Иртыш». Пять из шести участников турнира представляли только что образованную МХЛ. Впервые «Авангард» остался за бортом призовых мест, заняв худшее до этого место за всю историю — 5. Матчи «Авангарда»: «Автомобилист» (Екатеринбург) — 3:0, «Мечел» (Челябинск) — 6:4, «Трактор» (Челябинск) — 2:8, «Итиль» (ныне «Ак Барс», Казань) — 4:5, «Торпедо» (Усть-Каменогорск) — 3:5.

### VIII турнир памяти Виктора Блинова 1993 года
VIII турнир памяти Виктора Блинова, проходил с 27 августа — 1 сентября 1993 года в СКК «Иртыш». «Авангард» в этом турнире, который тренировал Леонид Георгиевич Киселев, был единственным представителем Межнациональной хоккейной лиги. Остальные три участника представляли Открытый чемпионат России и играли рангом ниже. Тем не менее, завоевать главный трофей в родных стенам омичам не удалось. На предварительном этапе «Авангард» в первом матче обыграл «Заполярник» (Норильск) — 6:3 (Кузнецов-3, Тупицын, Пархоменко, Маслюков). Во втором матче последовало поражение от «Рубина» (Тюмень) — 1:2 (Беляков). В составе «Рубина» дважды отличился Жилинский, забросивший победную шайбу за 13 секунд до окончания встречи. В последней игре группового этапа наши хоккеисты отправили на «переплавку» челябинский «Мечел» — 6:0 (Ждахин-2, Бердников, Логинов, Латышев, Климов). Решающий матч с «Заполярником» состоялся 1 сентября 1993 года. Счет открыл на 14-й минуте игрок ХК «Заполярник» Ботвинко. Спустя 5 минут Коробкин восстановил равновесие, а на 35-й минуте точный бросок Рудакова установил окончательный счет 2 — 1 в пользу ХК «Заполярник».

### IX турнир памяти Виктора Блинова 1994 года
IX турнир памяти Виктора Блинова получился самым представительных по количеству участников — за победу боролись сразу 8 команд, проходил с 29 августа по 2 сентября 1994 года в СКК «Иртыш». После трехгодичного перерыва «Авангард» вновь стал победителем, потеряв всего одно очко. Игры в подгруппе: «Автомобилист» (Екатеринбург) — 3:1, «Торпедо» (Усть-Каменогорск) — 3:2, «Рубин» (Тюмень) — 3:3. Матч за 1-е место: «Сибирь» (Новосибирск) — 3:1. Лучшим голеадором омичей стал защитник Константин Маслюков, забросившей две шайбы. Авторы шайб «Авангарда»: Маслюков-2, Ждахин, Колесников, Капуловский, Тупицын, Горбенко, Пархоменко, Жилинский, Елаков, Латышев, Сагымбаев. Больше всего шайб (13) было заброщшено в матче «Металлург» (Новокузнецк) — «Строитель» (Караганда) — 9:4. Самый крупный счет турнира — 6:1. Так завершились две встречи: «Автомобилист» (Екатеринбург) — «Рубин» (Тюмень) и «Трактор» (Челябинск) — «Строитель» (Караганда).

### Юбилейный X турнир памяти Виктора Блинова 1995 года
Победу в юбилейном X Мемориале, который состоялся с 26 по 30 августа 1995 года одержал «Авангард» не проиграв ни одной встречи. Решающий поединок с магнитогорским «Металлургом» заставил болельщиков изрядно поволноваться. Уральцы были близки к «виктории» в этой игре и в самом розыгрыше, но за две с половиной минуты до конца Николай Мариненко принес успех омичам. Остальные встречи: «Сибирь» (Новосибирск) — 4:0, «Мечел» (Челябинск) — 4:1, «Рубин» (Тюмень) — 5:4, «Торпедо» (Усть-Каменогорск) — 3:3. «Магнитка» же на турнире одержала самую крупную победу, разгромив со счетом 9:2 челябинский «Мечел». Лучшие игроки турнира: вратарь — А. Бессонов («Сибирь»), защитник — А. Логинов («Авангард»), нападающий — С. Соломатов («Металлург»). Лучший бомбардир: Н. Мариненко («Авангард») — 6 (5+1) очков. Приз зрительских симпатий: К. Маслюков («Авангард»). За победу «Авангард» (Омск) получил 30 миллионов рублей, «Металлург» (Магнитогорск) за второе место — 20, «Рубин» (Тюмень) за третье место — 10.

### XI Мемориал В. Блинова 1996 года
4 сентября 1996 года в Омске завершился XI Мемориал В. Блинова. Третий год подряд первое место занял «Авангард», не проигравший ни одного матча: На втором месте расположилась новосибирская «Сибирь», на третьем ЦСК ВВС. Все номинации турнира достались игрокам «Авангарда». Приз лучшего вратаря получил С. Храмцов, защитника — К. Маслюков, нападающего — М. Сушинский. Лучшим бомбардиром Мемориала стал О. Кряжев, набравший 8 (4+4) очков.

### XII Мемориала Виктора Блинова 1997 года
Гостем XII Мемориала Виктора Блинова был легендарный защитник ЦСКА и его партнер по сборной СССР Александр Рагулин. Сразу 4 команды набрали одинаковое количество очков — по шесть. Лишь благодаря лучшим показателям впервые главный приз отправился в Новосибирск. Для ХК «Авангард» этот турнир получился одним из самых неудачных. Омичи оставили позади себя только челябинский «Мечел» (2:0), повторив результат 5-летней давности и заняв 5 место, хотя и сумели нанести «сухое» поражение победителю турнира — «Сибири» — 3:0..

### XV Мемориал В. Блинова 2000 года
Единственный раз в истории Мемориал прошел на двух катках — в СКК «Иртыш» и СК «Тополиный». «Авангард» выступал на турнире далеко не в сильнейшем составе. Семь хоккеистов (больше, чем у любого другого клуба суперлиги) были призваны под знамена первой сборной России, готовящейся к Кубку «Ческе Пойиштовна». Наставник «Авангарда» Геннадий Цыгуров входил в тренерский штаб россиян. Кроме того, Егор Шастин и Александр Свитов находились в молодёжной сборной, которая здесь же, в Омске, выступала в международном турнире. За молодежку играли Антон Волченков, Денис Денисов, Иван Непряев, Александр Дроздецкий, Илья Ковальчук.
«Авангард» под руководством старшего тренера Игоря Жилинского пропустил вперед только казанский «Ак Барс».
Лучшие игроки турнира: вратарь — А. Вьюхин («Авангард»), защитник — Е. Варламов («Ак Барс»), нападающий — В. Шахрайчук («Авангард»). Лучший бомбардир: Э. Кудерметов («Ак Барс») — 5 (4+1) очков. Самый перспективный хоккеист турнира: К. Кольцов («Авангард»).

### Дальнейшая история
В 2014 году с 27 — 30 августа состоялся XXVII Мемориал В. Блинова. В котором помимо хозяев турнира, также приняли участие «Амур» (Хабаровск), «Металлург» (Новокузнецк) и «Нефтехимик» (Нижнекамск). Выявление победителя турнира определялся в ходе кругового этапа.
В 2015 и 2016 годах турнир не проводился.
С 15 по 19 августа 2017 года в Омске после двухлетнего перерыва прошёл «Мемориал Виктора Блинова». Помимо «Авангарда», в турнире приняли участие «Барыс», «Автомобилист», «Амур» и «Югра».
С 20 по 25 августа 2023 на G-Drive Арене прошёл Fonbet Кубок Блинова, который стал 29-м по счёту
С 20 по 25 августа 2024 на G-Drive Арене пройдёт Юбилейный Fonbet Кубок Блинова, который станет 30-м по счёту

## Формат турнира
- Команды играют между собой в один круг,
- за победу в основное время начисляется — 3 очка,
- за победу в овертайме или по буллитам — 2 очка,
- за поражение в овертайме или по буллитам — 1 очко,
- за поражение — 0 очков.
- Победителем турнира становится команда набравшая больше всех очков.

## Стадионы
- 1982 г. — Стадион «Динамо»
- 1987—2007 гг. — СКК им. В. Блинова (до 2000 г. назывался СКК «Иртыш»)
- С 2008—2017 гг. — Арена Омск
- С 2023—н.в. — G-Drive Арена

| Стадион «Динамо» | СКК им. В. Блинова | Арена Омск | G-Drive Арена |
| Стадион «Динамо» | СКК им. В. Блинова | Арена Омск |               |

## Таблица призёров
| Год  | Первое место                  | Второе место                       | Третье место                 | Четвёртое место                      |
| ---- | ----------------------------- | ---------------------------------- | ---------------------------- | ------------------------------------ |
| 1982 | Авангард                      | "Авангард" (Омск, клубная команда) | "Металлист" (Петропавловск)  | "Авангард" (Омск, молодежный состав) |
| 1987 | Авангард                      | «Рубин» (Тюмень)                   | "ШВСМ" (Новосибирск)         | "Горняк" (Дальнегорск)               |
| 1988 | Авангард                      | «Шахтер» (Прокопьевск)             | "Авангард-2" (Омск)          | «Рубин» (Тюмень)                     |
| 1989 | Авангард                      | «Автомобилист» (Караганда)         | «Мотор» (Барнаул)            | «Рубин» (Тюмень)                     |
| 1990 | Авангард                      | «Спутник» (Нижний Тагил)           | «Рубин» (Тюмень)             | «Мотор» (Барнаул)                    |
| 1991 | «Рубин» (Тюмень)              | Авангард                           | «Мечел» (Челябинск)          | «Металлург» (Магнитогорск)           |
| 1992 | «Автомобилист» (Екатеринбург) | «Торпедо» (Усть-Каменогорск)       | «Трактор» (Челябинск)        | «Итиль» (Казань)                     |
| 1993 | "Заполярник" (Норильск)       | Авангард                           | «Рубин» (Тюмень)             | «Мечел» (Челябинск)                  |
| 1994 | Авангард                      | «Сибирь» (Новосибирск)             | «Трактор» (Челябинск)        | «Автомобилист» (Екатеринбург)        |
| 1995 | Авангард                      | «Металлург» (Магнитогорск)         | «Рубин» (Тюмень)             | «Сибирь» (Новосибирск)               |
| 1996 | Авангард                      | «Сибирь» (Новосибирск)             | «ЦСК ВВС» (Самара)           | «Металлург» (Новокузнецк)            |
| 1997 | «Сибирь» (Новосибирск)        | «Нефтехимик» (Нижнекамск)          | «ЦСК ВВС» (Самара)           | «Рубин» (Тюмень)                     |
| 1998 | Авангард                      | «Металлург» (Новокузнецк)          | «Рубин» (Тюмень)             | «Амур» (Хабаровск)                   |
| 1999 | Авангард                      | «Сибирь» (Новосибирск)             | «Торпедо» (Усть-Каменогорск) | "Лион" (Франция)                     |
| 2000 | «Ак Барс» (Казань)            | Авангард                           | «Мечел» (Челябинск)          | «Трактор» (Челябинск)                |
| 2001 | Авангард                      | «Мечел» (Челябинск)                | «ХК ЦСКА» (Москва)           | «Металлург» (Новокузнецк)            |
| 2002 | «Нефтехимик» (Нижнекамск)     | Авангард                           | «Лада» (Тольятти)            | «Металлург» (Новокузнецк)            |
| 2003 | Авангард                      | «Металлург» (Новокузнецк)          | «Сибирь» (Новосибирск)       | «Нефтехимик» (Нижнекамск)            |
| 2004 | Авангард                      | «Металлург» (Новокузнецк)          | «Сибирь» (Новосибирск)       | «Нефтехимик» (Нижнекамск)            |
| 2005 | «Сибирь» (Новосибирск)        | Авангард                           | «Нефтехимик» (Нижнекамск)    | «Металлург» (Новокузнецк)            |
| 2006 | «Нефтехимик» (Нижнекамск)     | Авангард                           | «Сибирь» (Новосибирск)       | «Металлург» (Новокузнецк)            |
| 2007 | Авангард                      | «Амур» (Хабаровск)                 | «Металлург» (Новокузнецк)    | -                                    |
| 2008 | Авангард                      | «Сибирь» (Новосибирск)             | «Амур» (Хабаровск)           | «Барыс» (Астана)                     |
| 2009 | «Сибирь» (Новосибирск)        | «Автомобилист» (Екатеринбург)      | Авангард                     | «Металлург» (Новокузнецк)            |
| 2010 | Авангард                      | «Сибирь» (Новосибирск)             | «Металлург» (Новокузнецк)    | «Барыс» (Астана)                     |
| 2012 | Авангард                      | «Югра» (Ханты-Мансийск)            | «Барыс» (Астана)             | «Сибирь» (Новосибирск)               |
| 2014 | Авангард                      | «Металлург» (Новокузнецк)          | «Нефтехимик» (Нижнекамск)    | «Амур» (Хабаровск)                   |
| 2017 | Авангард                      | «Автомобилист» (Екатеринбург)      | «Амур» (Хабаровск)           | «Барыс» (Астана)                     |
| 2023 | «Барыс» (Астана)              | «Локомотив» (Ярославль)            | Авангард                     | «Салават Юлаев» (Уфа)                |

## Трансляция
Трансляции матчей ведутся на телеканалах КХЛ-ТВ и 12 канал и на YouTube канале «Авангард ТВ».